# I'm So Glad
Pistes de Fresh Cream
Rollin' and Tumblin'
(9) Toad
(11)
I'm So Glad est une chanson du début des années 1930 de Skip James. Elle est inspirée d'une autre chanson de Art Sizemore et George A. Little intitulée So Tired (1927). Elle a notamment été reprise par Cream sur leur premier album Fresh Cream, puis en version concert sur leur dernier album Goodbye. C'est cette reprise de Cream qui a donné la plus grande partie de sa célébrité à Skip James.
La chanson a également été reprise par Deep Purple sur leur album de 1968 Shades of Deep Purple.